# جينك أيرتان
جينك أيرتان (بالتركية: Cenk Ertan)‏ (1970 -) هو ممثل تركي.

## مسيرته
بدأت مسيرته في المسرح في إسطنبول. من مسلسلاته الأولى في التلفزيون مسلسل حزيران، وبعدها في سنة 2005 ظهر في مسلسل سنوات الضياع. كما مثّل جانك أيضاً في مسلسل عشق وجزاء الذي كان بطله الممثل مراد يلديريم. وفي آخر أعماله الكبرى شارك في مسلسل نساء حائرات الذي لعب فيه دور لؤي زوج روشان.

## وصلات خارجية
- جينك أيرتان على موقع IMDb (الإنجليزية)